# 竹村俊則
竹村 俊則(たけむら としのり、1915年2月7日 - 1999年6月7日)は、日本の著述家、および京都の郷土史研究家。
京都市出身。『新撰京都名所図会』全7巻、『昭和京都名所図会』全7巻を著したほか、京都にまつわる著書を多数出版した。

## 略歴
京都市上京区の京料理仕出し屋の一人っ子として産まれる。
幼少の頃より郷土・京都に関心を持ち、京都市立商業実修学校卒業後、1945年の終戦直後より京都の郷土史研究家・民俗研究家である田中緑紅に師事し、著述家・郷土史研究家となる。京都府庁、通商産業省事務官、京都国立博物館勤務などの経歴あり。
1946年より田中緑紅の主宰する郷土文化研究会の会報編輯や一部執筆などを担当、1951年より史迹美術同攷会の『史迹と美術』に寄稿を開始。
1952年3月、藪田嘉一郎と共に「京都史蹟研究会」を創立。これは「京都史蹟会」との合併・分離を経て1957年頃より「京都研究の会」となる。史迹美術同攷会会員。
代表作は『新撰京都名所図会』（全7巻、1957年より）より『昭和京都名所図会』（全7巻、1980年）で、他に京都にまつわる多くの著書を刊行。1999年6月7日、京都市内の病院において腎不全にて死去。享年84。

## 新撰京都名所図会
少年期より秋里籬島の『都名所図会』（竹原春朝斎画、1780年）に感化され、現代の京都図会を著すことで、今昔対照ができわかり易く、また郷土・京都に対する恩返しにもなるだろうと目論み『新撰京都名所図会』の執筆・発表を志す。学校卒業後は京都府庁に勤務していたがそれを退職し、事業を興す。自費出版の資金を調達することを志したものだったが、これは負債を抱え失敗となる。
その後1957年5月より、白川書院の設立者でもある臼井喜之介（詩人でもあった）の編輯発行する月刊誌『東京と京都』で「東山の部」の連載を開始した。当初は下書きのつもりでありかなり省略しつつの執筆であったが、連載は好評であり、連載4回目からは単行本の刊行を見据え、単行本化を前提とした版が掲載されていた。第1巻の刊行は1958年10月1日。執筆期間は竹村自身が1964年頃に病床に伏したこともあり、1957年4月から1964年10月まで7年6か月に及んだ。第6巻・第7巻が1965年1月に刊行され、遂に『新撰京都名所図会』は完成を見た。1965年4月24日には京の名士や友人60名を集め出版祝賀会が催された。なお連載そのものは『東京と京都』1965年8月号の第97回まで継続している。
項目数は約1700、挿絵は約400枚。あまり観光案内に傾注せず、さりとて堅苦しくなりすぎない様に留意のもとで執筆された。鳥瞰図も竹村自身によるものであり、主として現地でのスケッチを元とし、他の資料や写真を参考にしながら筆を用いて描かれたもの。

## 昭和京都名所図会
『新撰京都名所図会』は好評を得、当初用いられていた正字体を当用漢字に改めるなどして版を重ねられた。しかし1974年に臼井が没し、経営難に陥った白川書院は任意整理され、図会は絶版となってしまう。また竹村は「新撰」で書き漏らしたものや誤ったものを補いたいと考えた。
その間日本全体が高度成長期を経て京都自体も威容は様変わりした。高度成長期前、昭和30年代の京都の姿を「図会」として残しておけたことは幸いであり、後書きで「本書が真に利用されるのは、百年二百年後にあると思う」(『新撰京都名所図会』巻6 「あとがき」より引用)とするなど竹村もその点には満足していたが、やはり内容が古くなった事は否めず、また市電が廃止された結果電停を基準とした案内などでは不便となるなどし、1980年より増補改訂を行い駸々堂出版で『昭和京都名所図会』を刊行。1989年まで9年をかけ、全7巻を完結させた。全巻で1870項目、挿絵は315枚におよぶ。

## 著書
- 1958-65 新撰京都名所図会 全7巻 白川書院 - 逐次刊行で最終7巻は索引、正式な表記は「名所圖會」
- 1968 都名所図会 上下 角川文庫 (校註)
- 1969 出水学区の移りかわり - 母校である出水小学校『出水校百年史』に約100ページを寄稿。
- 1976 京都伝説の旅 駸々堂出版
- 1976 名歌 京都百景 京都新聞社（新版1981年）- 加登藤信・写真
- 1976 都名所図会 新版 角川書店 (校註)‐地図付
- 1977 嵯峨野の魅力 淡交社 - 瀬戸内晴美・エッセイ、横山健蔵・写真
- 1979 日本名所風俗図会・京都の巻 全2巻 角川書店 - 第7・8巻目を担当
- 1980-89 昭和京都名所図会 全7巻 駸々堂出版 ‐「新撰京都名所図会」を増訂、表記は「名所圖會」
- 1984 名歌 京都百景 京都新聞社。選書版
- 1985 京の墓碑めぐり 京都新聞社
- 1987 京の史跡めぐり 京都新聞社
- 1990 京の石造美術めぐり 京都新聞社
- 1991 京都ふしぎ民俗史 京都新聞社
- 1991 図絵 京都名所100選 淡交社
- 1992 今昔 都名所図会 全5巻[* 3] 京都書院 - 写真解説
- 1995 京のお地蔵さん 京都新聞社（新版2005年）
- 1996 鴨川周辺の史跡を歩く 京都新聞社
- 1996 京の名花・名木 淡交社
- 1998 川柳が居直る 京名所物語 京都新聞社
- 1998 京・歌枕の旅 淡交社。横山健蔵・写真

## 受賞
- 1975年 (昭和50年) 京都新聞文化賞[1]
- 1977年 (昭和52年) 京都市観光協会賞[1]